# Mirsad-1
Il Mirsad-1 (in arabo: مرصد "Posto d'osservazione") è un piccolo aeromobile a pilotaggio remoto da ricognizione usato dalla milizia  libanese sciita Hezbollah. Il gruppo ha proclamato di poter armare l'aereo con esplosivi per attaccare obiettivi israeliani.
Le origini del velivolo sono contese. Hezbollah afferma di aver costruito l'aereo in proprio, tuttavia alcuni rapporti dicono che Hezbollah ha acquistato otto aerei APR dall'Iran, e il Mirsad sarebbe una versione del Mheger 4 iraniano o dell'Ababil (anche se non è ancora chiaro, a causa della configurazione canard dell'aereo, mentre le immagini video di Hezbollah mostrano una configurazione a doppia coda). Questi rapporti affermano inoltre che oltre 30 persone legate ad Hezbollah sono state addestrate per operare questi velivoli alla base Iranian Revolutionary Guards' vicino Isfahan. Il leader di Hezbollah Hassan Nasrallah ha dichiarato sull'acquisto dei droni: "Possono essere con una quantità di esplosivi di 40 o 50 kilogrammi" e aggiunge: "ovunque, in profondità, in profondità" in Israele.
Il primo volo di Hezbollah dentro lo spazio aereo d'Israele in pieno giorno risale al 7 novembre 2004. Ha volato a bassa altitudine dal Libano del sud sopra la Galilea occidentale e sopra la città di Nahariya, quindi si è voltato ed è tornato indietro a nord, sopra il Mar Mediterraneo, dopo essere stato circa mezz'ora sopra Israele.
Il secondo volo avvenne 11 aprile 2005, e fu breve, 18 miglia di incursione. Il drone ancora una volta decollò dal territorio libanese ma questa volta i caccia israeliani lo intercettarono.